# ペルセウス座RS星
ペルセウス座RS星（ペルセウスざアールエスせい）は、ペルセウス座にある脈動変光星。

## 位置
ペルセウス座にある半規則型変光星のペルセウス座S星やペルセウス座T星同様二重星団のメンバーであるが、S星やT星が二重星団の北のはずれで輝いているのに対しRS星は二重星団を構成する散開星団であるNGC884の中心部で輝いている。

## 物理的性質
7.82等と10.0等の間を244.5日の周期で脈動により半規則的に変光している。スペクトル型がM4Iabの赤色超巨星であり、変光星としての型も周期性のある赤色超巨星の脈動変光星が分類されるSRC型に分類されている。ペルセウス座RS星は二重星団のメンバーの中でも特に質量が重かったため早い段階で赤色超巨星に進化した。

## 名称
固有名はない。学名はRS Persei（略称：RS Per）、ボン掃天星表での番号はBD+56 583、ヘンリー・ドレイパーカタログでの番号はHD 14488。